# SV Einheit Kamenz
SV Einheit Kamenz is een Duitse sportvereniging uit Kamenz, Saksen. De club is actief in basketbal, voetbal, atletiek, kegelen, tennis en volleybal.

## Geschiedenis
De club is de opvolger van de clubs Sparta, VfB en Wacker 1911. Van deze clubs was VfB de succesvolste. VfB was aangesloten bij de Midden-Duitse voetbalbond en speelde in de competitie van Opper-Lausitz. In 1925 promoveerde de club naar de hoogste klasse en werd meteen kampioen. De club nam deel aan de Midden-Duitse eindronde en werd hier afgeslacht door Dresdner SC (7-0). Na nog een vierde plaats het volgende seizoen werd de club samen met Bischofswerdaer SV 08 laatste. De twee speelden een barrage om het behoud, maar verloren die met 2-6. Na twee seizoenen promoveerde de club weer. Na een zevende plaats volgde een nieuwe degradatie in 1932. Door de competitieherstructurering van 1933 verzeilde de club in nog lagere reeksen. 
In 1944 werd de club ingedeeld in de Gauliga Sachsen die door het nakende einde van de Tweede Wereldoorlog in verschillende reeksen onderverdeeld werd. VfB trok zich echter tijdens het seizoen terug.
De club werd na de oorlog heropgericht als SG Kamenz en vormde zich eind jaren veertig om tot een BSG en nam de naam BSG Empor Kamenz aan, ook BSG Einheit Kamenz werd opgericht. Vanaf 1952 speelde Empor in de Bezirksliga Dresden, de derde klasse en vanaf 1955 de vierde klasse. De club speelde tot 1959 in de Bezirksliga en gaf dan zijn plaats in de Bezirksliga op voor BSG Einheit Kamenz, Empor werd ontbonden. De club bleef tot 1964 in de Bezirksliga spelen en degradeerde dan naar de Bezirksklasse. De club slaagde er niet meer in om terug te keren naar de derde klasse.
Na de Duitse hereniging werden de BSG's ontbonden en werd de naam SV Einheit Kamenz aangenomen. De club werd in de Bezirksliga Dresden ingedeeld dat nu de vierde klasse was. De club speelde hier tot 1995, de Bezirksliga was inmiddels de vijfde klasse. In 2003 promoveerde de club terug naar de Bezirksliga en in 2008 naar de Landesliga, de zesde klasse.
In 2017 werd de club vicekampioen in de Sachsenliga en promoveerde naar de Oberliga, omdat er geen club uit de Thüringenliga een aanvraag tot promotie gedaan had. Na één seizoen degraderede de club weer. Bij het afbreken van de competitie 2019/20, vanwege de coronapandemie, stond de club ruimschoots aan de leiding en werd het kampioenschap gehaald en promotie naar de Oberliga.

## Erelijst
Kampioen Opper-Lausitz
1926
Sachsenliga
2020